# Mendenrejo
Mendenrejo is een bestuurslaag in het regentschap Blora van de provincie Midden-Java, Indonesië. Mendenrejo telt 11.064 inwoners (volkstelling 2010).